# Friedrich von Kölichen
Friedrich Albrecht Ernst von Kölichen (* 10. Oktober 1844 in Kroischwitz, Kreis Bunzlau; † 3. Mai 1915 in Kittlitztreben) war ein deutscher Rittergutsbesitzer und Parlamentarier.

## Familie
Seine Eltern waren der Kreis-Justizrat Ernst Heinrich von Kölichen (* 5. März 1802; † 29. August 1868). Herr auf Kroischwitz und dessen Ehefrau Pauline Auguste vom Berge aus dem Haus Ottendorf (* 30. Aug. 1820 in Koiskau). Seine Schwester war Mathilde von Kölichen, im Minorat später Besitzerin von Gut Kroischwitz, 265 ha. Der Großvater Ernst Albrecht von Kölichen (* 23. November 1766; † 6. Mai 1840) war Landrat des Kreises Bunzlau, Major a. D. und Gutsbesitzer in Kittlitztreben.

Er heiratete am 14. Oktober 1879 in Klein Tschunkawe Elisabeth von Heydebrand und der Lasa (* 23. August 1858; † 4. Dezember 1887), dann am 11. Juni 1889 ebenda deren Schwester Auguste von Heydebrand und der Lasa (* 1. Dezember 1857; † 29. Dezember 1938), Töchter der Agathe von Salisch und des Landrates Oskar Heydebrand und der Lasa. Die Nachfahren stammen sämtlich vom Sohn aus zweiter Ehe, Heinrich von Kölichen-Kittlitztreben, Hauptmann a. D. 

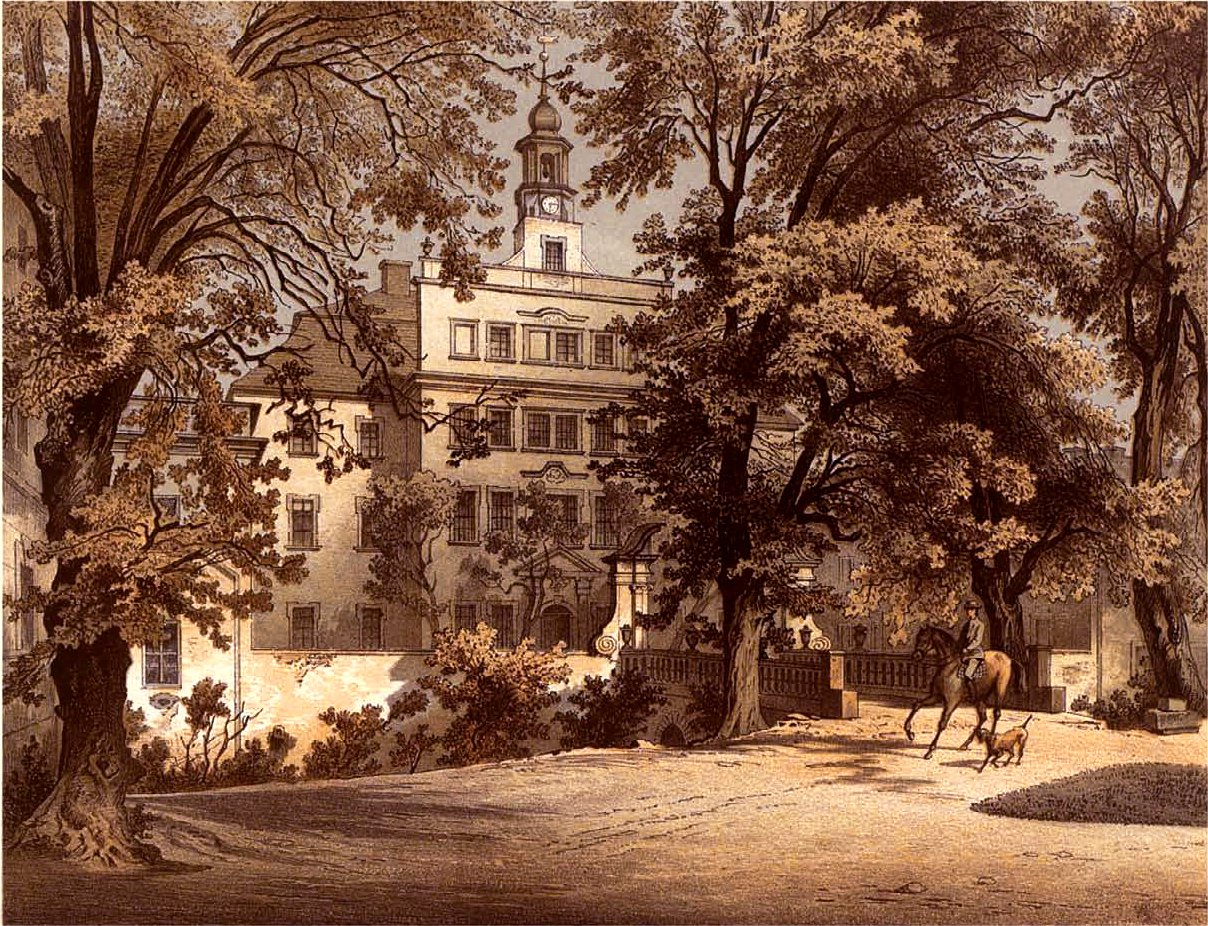
Schloss Kittlitztreben

## Leben
Friedrich von Kölichen kam auf die evangelische Ritterakademie in Liegnitz und studierte dann Rechtswissenschaften. 1868 wurde er Mitglied des Corps Palatia Bonn und Corpsschleifenträger. Im selben Jahr wurde er Referendar am Kreisgericht in Liegnitz. 1871 quittierte er den Justizdienst und Erbe des Ritterguts Kittlitztreben vom Oberamts-Assessor Ernst von Kölichen, im Jahr 1873 kaufte er auch das Gut Siegendorf im Kreis Goldberg.
Er wurde 1873 Mitglied des Kreisaussussse und 1879 Kreisdeputierter und Landesältester. Friedrich von Kölichen war seit 1888 Deichhauptmann und von 1899 bis 1901 Landschaftsdirektor der Schweidnitz-Jauerschen Fürstentumslandschaft und anschließend Ehrenlandschaftsdirektor.
Von 1889 bis zu seinem Tod 1915 saß Kölichen als Abgeordneter des Wahlkreises Lignitz 4 (Bunzlau, Löwenberg) im Preußischen Abgeordnetenhaus. Er gehörte der Fraktion der Konservativen Partei. Von 1907 bis 1911 gehörte er der Unterrichtskommission an.